# 4708 Polydoros
4708 Polydoros este un asteroid descoperit pe 11 septembrie 1988 de Carolyn Shoemaker.